# Gonomyia (Leiponeura) fuscoscutellata
Gonomyia (Leiponeura) fuscoscutellata is een tweevleugelige uit de familie steltmuggen (Limoniidae). De soort komt voor in het Australaziatisch gebied.